# أرغيل (جورجيا)
أرغيل (بالإنجليزية: Argyle, Georgia) هي بلدة تقع في مقاطعة كلينتش، جورجيا بولاية جورجيا في الولايات المتحدة. تبلغ مساحتها 4.5 (كم²)، وترتفع عن سطح البحر 49 م، بلغ عدد سكانها 212 نسمة في عام 2010 حسب إحصاء مكتب تعداد الولايات المتحدة وتصل الكثافة السكانية فيها 33.6 نسمة/كم2.

## وصلات خارجية
- The US50 - Cities and Towns in Georgia State
- Georgia Cities and Towns, Facts, Map, Flag, Colleges, Government, and More